# Jungutbatu
Jungutbatu is een bestuurslaag in het regentschap Klungkung van de provincie Bali, Indonesië. Jungutbatu telt 3370 inwoners (volkstelling 2010).